# 西洋の自死: 移民・アイデンティティ・イスラム
『西洋の自死: 移民・アイデンティティ・イスラム』（The Strange Death of Europe: Immigration, Identity, Islam）は、イギリスのジャーナリストで政治コメンテーターのダグラス・マレーによる2017年の書籍である。イギリスでは2017年5月、アメリカ合衆国では2017年6月に出版された。
原題は1935年に出版されたジョージ・デンジャーフィールドによる政治史の古典『自由主義イングランドの奇妙な死』（The Strange Death of Liberal England）にインスパイアされたものである。

## 題目
マレーは歴史的に存在したヨーロッパ文明は存続できないと主張している。彼はこれを説明するために2つの要因を探っている。1つはヨーロッパへの新しい民族の大量移住と出生率の低さの組み合わせ、もう1つは「同時にヨーロッパがその信念、伝統、正当性への信頼を失ったこと」であるとマレーは述べている。

## 評価
『西洋の自死』は批評家やコメンテーターの間で評価が分かれた。サム・ハリスは「素晴らしい」と称賛した。『ナショナル・レビュー』の記事でマイケル・ブレンダン・ダハティはこの本を「ヨーロッパ大陸を実際に取材した情報に基づいており、文章は快活であると同時に哀愁的である。マレーはまた、ヨーロッパ問題にタブーが及ぼす力から自由であると言う点で、真にリベラルな知性であるが、偏愛や卑しさなど微塵も感じさせない」と評した。『サンデー・タイムズ』のロブ・リドルはこの本を素晴らしく重要で、深く憂鬱な本」と評した。『デイリー・テレグラフ』でジュリエット・サミュエルはこの本を要約し、「罪悪感に駆られ疲弊したヨーロッパがこのような規模の移民を受け入れることによって貴重な近代的価値観と早合点しているという彼の全体的な題目は反論しがたい」と述べた。『クレアモント・レビュー・オブ・ブックス』の書評でジョン・オサリバンは「ヨーロッパはユーラビアに向かって漂っている」と結論づけた。この他にもロジャー・スクルートンやニック・コーエンがこの本に好意的な評価を下した。
『ガーディアン』紙上で政治ジャーナリストのギャビｰ・ヒンスリフはこの本を「高級化された外国人恐怖症」であり、「次から次へと続く章は同じテーマの繰り返しだ。移民による強姦と殺人とテロ。キリスト教への賛辞。ヨーロッパがいかに『歴史的に疲弊』し、植民地時代の罪悪感から新たな戦いに挑むことが出来ず、自らの信念に激しく自信を持っている侵略者たちに転覆させられようとしているかについての長すぎる論争だ」と評し、またマレーは文化がさらされていると主張するヨーロッパ人の定義をほとんど示していないと指摘した。『ニューヨーク・タイムズ』紙上でイギリス在住のインド人であるパンカジ・ミシュラは「極右の決まり文句をダイジェストにしたような手軽な本」と評した。『ザ・インターセプト』でインド系のジャーナリストのムルタザ・フセインはマレーの著作の「冷酷な偏執的傾向」と批判し、移民による集団犯罪という主張は「プロパガンダと言えるほど盲目的」であると述べ、この本が極右へのアピールであると指摘した。『ミドル・イースト・アイ』にてジョージタウン大学教授でイスラム教研究者のイアン・アーモンドはこの本を「統計・インタビュー・事例が驚くほど一方的に挙列されており、この本をヨーロッパは自滅の運命にあるという修辞的な主張にするという明確な決定を反映している」と評した。
『エコノミスト』の書評では「いくつかの残念な真実を突いている」が、「今日のヨーロッパの不完全な姿を示している」と書かれ、さらに「しかし、この本はより多くの報道から恩恵を受けられただろう」と指摘され、マレーはしばしば「恐怖を分析よりも優先させ」、「誇張する傾向がある」と評された。

## ビブリオグラフィ
- Murray, Douglas (2017-05-04), The Strange Death of Europe: Immigration, Identity, Islam (Hardcover ed.), London: Bloomsbury Continuum, ISBN 978-1-4729-4224-1
  - Murray, Douglas (2018-06-14), The Strange Death of Europe: Immigration, Identity, Islam (Paperback ed.), London: Bloomsbury Continuum, ISBN 978-1-4729-5800-6 - added Murray's Afterword on pp. 321–337 at April 2018.
- Murray, Douglas Krisztina Koenen訳 (2018-03-12) (ドイツ語), Der Selbstmord Europas: Immigration, Identität, Islam (EDITION TICHYS EINBLICK ed.), München: FinanzBuch Verlag, ISBN 978-3-95972-105-9
- Murray, Douglas Julien Funnaro訳 (2018-04-25) (フランス語), L'étrange suicide de l'Europe: Immigration, identité, Islam, TOUC.ESSAIS, Paris: L'artilleur, ISBN 978-2-81000-825-4
- Murray, Douglas Annamaria Biavasco e Valentina Guani訳 (2018-11-15) (イタリア語), La strana morte dell'Europa. Immigrazione, identità, Islam, Vieenza: Neri Pozza Editore, ISBN 978-88-545-1701-1
- マレーダグラス 著、町田敦夫 訳『西洋の自死: 移民・アイデンティティ・イスラム』中野剛志 (解説)、東洋経済新報社、東京、2018年12月14日。ISBN 978-4-492-44450-4。